# ریچل بلند
ریچل بلند (انگلیسی: Rachael Bland; ۲۱ ژانویهٔ ۱۹۷۸ – ۵ سپتامبر ۲۰۱۸) روزنامه‌نگار، و مجری اهل بریتانیا بود. او فعالیت حرفه‌ای خود را در بی‌بی‌سی از رادیو محلی بی‌بی‌سی آغاز کرد.

## مرگ
اوکه درگیر مبارزه با سرطان پستان بود، در اوت ۲۰۱۸، اعلام کرد که او کمتر از یک سال زمان برای زندگی دارد. در ۳ سپتامبر او در حساب توییتر خود اعلام کرد که زمانِ او فرا رسیده‌است. او دو روز بعد در سن ۴۰ سالگی فوت کرد.